# بيتر سافران
بيتر سافران (مواليد 22 نوفمبر 1965) هو منتج أفلام بريطاني.

## السيرة الذاتية

### النشأة
تخرج بيتر سافران من جامعة برينستون. وحصل على شهادة في القانون من كلية القانون في جامعة نيويورك. وعمل كمحامٍ للشركات في مدينة نيويورك قبل أن يصبح مساعدا في وكالة المواهب المتحدة (UTA).

### عمله في السينما
كان بيتر سافران مديراً في شركة «غولدين ماير» حتى عام 1998. ثم أصبح مديراً في شركة «بيرلستين غري» لخمس سنوات قبل أن يعين رئيساً للإدارة فيها عام 2003. كرئيس، كان بيتر مسؤولاً عن أنشطة الإدارة يوما بعد يوم والتي تملك أكثر من 200 زبون بما فيهم براد بيت وجينيفر أنيستون وآدم ساندلر ونيكولاس كيج وكورتني كوكس. كتب أخوه (تاد سافران) فيلم «عطلة نهاية الإسبوع الطويلة»، الذي أنتجه بيتر. ترك بيتر شركة «بيرلستين غري» عام 2006، لافتتاح شركة «سافران»، كمدير في شركة «سافران» أصبح بيتر ممثلاً لشون كومز وآدم شانكمان ودايفيد هايد بيريس وجينيفر لوبيز وبروك شيلدز وجيسيكا سمبسون.

## فيلموغرافيا
| السنة | العنوان                     | ملاحظات                         |
| ----- | --------------------------- | ------------------------------- |
| 1997  | الرجل الصاروخ ‏              | شارك في الإنتاج                 |
| 1998  | لا معنى له ‏                 | شارك في الإنتاج التنفيذي        |
| 2000  | الأشياء الخاصة ‏             | شارك في الإنتاج التنفيذي        |
| 2000  | سكيري موفي                  | منتج تنفيذي                     |
| 2003  | هل أنت مرتاح؟               | منتج تنفيذي (تلفزيون)           |
| 2004  | جيميني غليك في لالاوود      | منتج                            |
| 2004  | كوني وكارلا ‏                | منتج تنفيذي                     |
| 2004  | والد طفلي ‏                  | منتج تنفيذي                     |
| 2005  | عطلة نهاية الإسبوع الطويلة ‏ | منتج تنفيذي                     |
| 2006  | سطو مسلح ‏                   | منتج تنفيذي (تلفزيون) (3 حلقات) |
| 2008  | ديزاستر موفي ‏               | منتج                            |
| 2008  | بي جي بورن ‏                 | منتج (مسلسل ويب)                |
| 2008  | خلال جسدها الميت ‏           | منتج                            |
| 2008  | قابل الإسبارطيين            | منتج                            |
| 2009  | جديد في المدينة ‏            | منتج                            |
| 2010  | فامبيرز ساك                 | منتج                            |
| 2010  | مدفون                       | منتج                            |
| 2011  | فتيات                       | منتج                            |
| 2013  | ألعاب الجوع                 | منتج                            |
| 2013  | الشعوذة                     | منتج                            |
| 2013  | ساعات                       | منتج                            |
| 2014  | أنابيل                      | منتج                            |
| 2015  | أكاديمية أتيكوس ‏            | منتج                            |
| 2015  | فائق السرعة! ‏               | منتج                            |
| 2016  | الأختيار                    | منتج                            |
| 2016  | الشعوذة 2                   | منتج                            |
| 2016  | لغم                         | منتج                            |
| 2018  | الرجل المائي\|              | منتج                            |

## وصلات خارجية
- الموقع الرسمي لبيتر سافران

- بيتر سافران على موقع IMDb (الإنجليزية)
- بيتر سافران على موقع ألو سيني (الفرنسية)
- بيتر سافران على موقع أول موفي (الإنجليزية)
- بيتر سافران على موقع بوكس أوفيس موجو (الإنجليزية)
- بيتر سافران على موقع قاعدة بيانات الأفلام السويدية (السويدية)
- بيتر سافران على موقع قاعدة بيانات الفيلم (الإنجليزية)
- بيتر سافران على موقع كينوبويسك (الروسية)